# Thomas Dunn English
Thomas Dunn English (29 de junho de 1819 - 1º de abril de 1902) foi um político do Partido Democrata americano de Nova Jersey que representou o 6º distrito congressional do estado na Câmara dos Representantes de 1891 a 1895. Ele também foi um autor e compositor publicado, que teve uma rivalidade amarga com Edgar Allan Poe. Junto com Waitman T. Barbe e Danske Dandridge, English foi considerado um dos principais poetas da Virgínia Ocidental em meados do século XIX.

## Lista de trabalhos selecionados
- Zephaniah Doolittle (1838) (como Montmorency Sneerlip Snags Esq.)
- Walter Woolfe, or the Doom of the Drinker (1842)
- Ben Bolt (1843)
- MDCCCXLII. or the Power of the S. F. (1846)
- Gasology: A Satire (1877)
- Reminiscences of Poe (1896)